# Re.2001戰鬥機
Re.2001戰鬥機是Re.2000戰鬥機的改良型，改用由德國授權生產的DB601水冷發動機，為此要把前段機身重新設計並把油箱移到中部機身後
Re.2001戰鬥機主要作為戰鬥轟炸機和夜間戰鬥機使用，其飛行性能和另一種意大利戰鬥機MC.202大致相當

## 基本資料
- 乘員:1人
- 機長:8.36米
- 翼展:11米
- 翼面積:20.4平方米
- 機高:3.15米
- 空重:2,495公斤
- 載重:3,280公斤
- 最快速度:542公里/小時
- 航程:1,100公里
- 昇限:11,000米

Re.2001戰鬥機三視圖

- 發動機:DB601水冷式發動機(1,175匹馬力)
- 武裝:機頭2挺12.7毫米口徑SAFAT機槍+機翼2挺7.7毫米口徑SAFAT機槍

## 使用國家
- 義大利

## 外部連結
- 意大利Re.2001戰鬥機